# Åre församling
Åre församling är en församling i Åre pastorat i Norra Jämtlands kontrakt i Härnösands stift. Församlingen ligger i Åre kommun i Jämtlands län.

## Administrativ historik
Församlingen har medeltida ursprung.
Församlingen var till omkring 1315 moderförsamling i pastoratet Åre och Kall och utgjorde därefter en kortare tid ett eget pastorat för att sedan till 1 maj 1925 vara annexförsamling i pastoratet Undersåker, Mörsil, Kall och Åre. Från 1 maj 1925 till 2018 utgjorde församlingen ett eget pastorat, för att därefter ingå i ett utökat Åre pastorat.

## Komministrar
| 1883–1891 | Bengt Bergman         | 1844–1892 |                                        |
| 1894–1899 | Nils Beskow           |           | Senare kyrkoherde i Resele församling. |
| 1900–1921 | Sven August Stenqvist | 1868–     |                                        |

## Församlingskyrkor
- Åre gamla kyrka
- Duveds kyrka
- Handöls kapell
- Storvallens fjällkapell